# إليزابيث رامزي
إليزابيث رامزي هي مغنية وممثلة فلبينية، ولدت في 3 ديسمبر 1931 في سان كارلوس، الفلبين في الفلبين، وتوفيت في 8 أكتوبر 2015 في سان كارلوس في الفلبين.

## وصلات خارجية
- إليزابيث رامزي على موقع IMDb (الإنجليزية)
- إليزابيث رامزي على موقع قاعدة بيانات الفيلم (الإنجليزية)